# IEEE里程碑列表
這份IEEE里程碑列表，介紹的是由美國電氣和電子工程師協會（IEEE）認定，在電機工程領域上重要的發明與貢獻。

## 第一次工業革命前
- 1751 - 本傑明·富蘭克林的成名著作：《電力的實驗與發現》
- 1757年至1775年 - 本傑明·富蘭克林在倫敦進行電學研究

## 第一次工業革命
- 1799 - 伏打發明了伏打電池
- 1836 - 尼古拉斯·卡倫對電力工程與科學的開創性貢獻
- 1828年至1837年 - 帕維爾·希林對實用電報的開創性貢獻
- 1838 - 實用電報的應用
- 1852年 - 電子火災警報器
- 1861 - 1870 - 麦克斯韦方程組
- 1861年 - 橫貫美國東西部的電報
- 1866年 - 跨大西洋的電纜，東部終點為凱瑞郡大西洋電纜站

## 第二次工業革命
- 1876年 - 貝爾發明電話，他在加拿大首先成功遠傳聲音，並製造了第一個能清楚傳輸語音的傳輸電線
- 1876年 - 愛迪生在門洛帕克開創世界第一個有組織有開發的實驗室，現在為愛迪生博物館
- 1882年 - 世界第一個水力發電廠：祝融街工廠
- 1882年 - 世界第一個發電站在南卡羅來納州
- 1884年 - AIEE（IEEE前身）技術會議首次召開
- 1886年 - 威廉·史坦雷發明了世界第一個完整的交流電發電系統
- 1887年 - 愛迪生西奧蘭治實驗室成立
- 1888年 - 世界第一個電車系統 - 里士滿聯盟客運專線
- 1889年 - 波士頓捷運的電力系統
- 1890年 - 布朗利檢波器
- 1891年 - 愛姆斯水力發電廠
- 1893年 - 日本的電池產業
- 1893年 - 米爾河一號水力發電廠
- 1895年 - 東歐無線電之父 - 亚历山大·波波夫
- 1895年 - 亞當斯水力發電廠
- 1895年 - 馬可尼早期的無線電實驗
- 1895年 - 亞魯加水力發電廠
- 1897年 - 旭密林夠水力發電廠
- 1898年 - 德蘇瀑布水力發電廠
- 1898年 - 尼古拉·特斯拉發明遙控器
- 1900年 - 喬治敦蒸汽水力發電廠

## 20世紀初期
- 1901年 - 馬可尼首次接收到橫跨大西洋無線電信號
- 1899 - 1902年 - 首次操作無線電報
- 1902年 - 電弧變流器
- 1903年 - 武西傑水電站
- 1904年 - 亞歷山大森交流發電機
- 1904年 - 最早的真空二極管：弗萊明閥
- 1906年 - 皮納瓦水電計畫
- 1906年 - 雷金納德·費森登第一次成功使用無線電廣播
- 1907年 - 哈特福德鐵路首次交流電氣化
- 1909年 - 肖松尼輸電線路
- 1911年 - 發現超導現象
- 1914年 - 巴拿馬運河的電機工程

## 第一次世界大战期間
- 1920 - 西屋公司廣播電台是世界第一個商業廣播電台
- 1924年 - 八木天線
- 1924年至1941年 - 電子式電視
- 1928年 - 單向式的警察廣播電台
- 1929年 - 香農水力發電計劃
- 1929年 - 依羅廣播發射台
- 1929年 - 最大的私營發電廠：溫德姆紐約客酒店電廠
- 1930年至1945年 - 鐵氧體的發明及應用
- 1933年 - 雙向無線電
- 1934年 - 李察·柏德在南極洲發射遠距離短波語音信號
- 1937年 - 西屋公司製作的粒子加速器
- 1939年 - 阿塔那索夫貝理電腦
- 1939年 - 單一指向式麥克風 - 舒爾公司的Unidyne55麥克風
- 1940年 - FM警察廣播系統
- 1941年 - 歐潘娜雷達站

## 第二次世界大战期間
- 1939 - 1945 - 二戰期間，布萊切利園是英國的解密中心
- 1940 - 1945 - 麻省理工學院輻射實驗室
- 1942 - 1945 - 美國海軍計算機實驗室
- 1945年 - 美林車輪平衡系統
- 1945年 - 林康德博內特工廠（英文：Rincón del Bonete Plant）和它的輸電系統

## 第二次世界大战结束后
- 1946年 - 世界上第一台通用電腦 - 電子數值積分計算機（ENIAC）
- 1947年 - 貝爾實驗室發明電晶體
- 1947年 - 發明全息
- 1948年 - 條碼誕生
- 1950年 - 發明胸外心律調節器
- 1951年 - 電晶體製成
- 1951年 - 實驗性滋生反應爐一號
- 1946 - 1953 - 彩色電視
- 1955年 - 魏慈曼自动计算机
- 1956年 - RAMAC
- 1956年 - 第一個跨大西洋的海底電纜
- 1957 - 1958年 - 第一個可穿戴心律調節器
- 1958 - 第一個半導體積體電路（IC）
- 1959年 - 半導體平面工藝

## 20世紀60年代
- 1960年 - TIROS-1氣象衛星
- 1960年 - 梅曼首次成功製造雷射
- 1960年至1984年 - 湯瑪士·J.·華生研究中心
- 1961 - 1964年 - 第一個光纖雷射和放大器
- 1962年 - 上校約翰·格倫駕駛水星-宇宙神6號飛船是第一次飛上地球軌道的美國人
- 1962年 - 史丹福線性加速器中心
- 1962年 - 第一個通過衛星傳輸的跨大西洋電視信號
- 1962年 - 雲雀衛星計劃
- 1963年 - 阿雷西博天文台
- 1963年 - ASCII
- 1963年 - 第一次電視收到過衛星傳輸的跨太平洋的信號
- 1963年 - 托姆索克水力發電廠
- 1964年 - 富士山雷達
- 1964年 - 世界第一商用高速鐵路日本東海道新幹線
- 1965年 - 第一個735千伏交流輸電系統
- 1967年 - 第一次使用VLBI進行天文觀測
- 1962 - 1967年 - 發明電子石英手錶
- 1968年 - 乔治·海尔曼發明液晶顯示器
- 1968年 - 歐洲核子研究中心的實驗儀器 - 線腔
- 1969年 - ARPANET成立，網路誕生
- 1950年至1969年 - 太空火箭發射使用電子技術
- 1969年 - 電子石英手錶
- 1970年 - SPICE集成电路通用模拟程序

## 20世紀70年代到現在
- 1965 - 1971 - 日本公司歐姆龍發明鐵路電子售票系統
- 1972年 - 加拿大納爾遜河的高壓直流輸電系統
- 1964年至1973年 - 電子計算器不斷進化
- 1971 - 1978年 - 第一個日本文本處理器JW-10
- 1972年 - 惠普發明世界第一個掌式電子計算機：HP-35
- 1974年 - 數位研究公司發明CP/M電腦作業系統
- 1976年 - 日本JVC公司發明VHS
- 1977年 -  LZ77與LZ78
- 1977年至1983年 - 氣相軸向沉積法的發明，使得人們能大量製造高品質的光纖[2]
- 1978年 - 合成孔徑雷達數位影像
- 1978年 - Speak & Spell (toy)，第一個使用數位訊號處理器產生聲音
- 1979年 - CD播放器
- 1979年 - 直徑20英吋的光電倍增管
- 1980年 - 完成G3傳真的國際化標準
- 1981年 - 世界上第一個用於數位音頻的16 Bit單片數模轉換器（DAC）
- 1980年至1982年 - 精簡指令集微處理器問世
- 1984年 - 廣播衛星出現
- 1984年 - 京都大學建立了中高大氣層雷達系統
- 1985年 - 世界第一種大眾筆電東芝T1100筆記型電腦
- 1987年 - 高溫超導
- 1987年 - 昇陽電腦公司發明SPARCRISC
- 1988年 - 夏普公司開發出14英吋的TFT-LCD
- 1988年 - 維吉尼亞史密斯換流站
- 1989年 -碼分多址
- 2004年 -實驗性滋生反應爐一號（EBR-I）

## 特別貢獻
- - 尼古拉·特斯拉（1856 - 1943） - 電氣先鋒